# Pere Tàpias

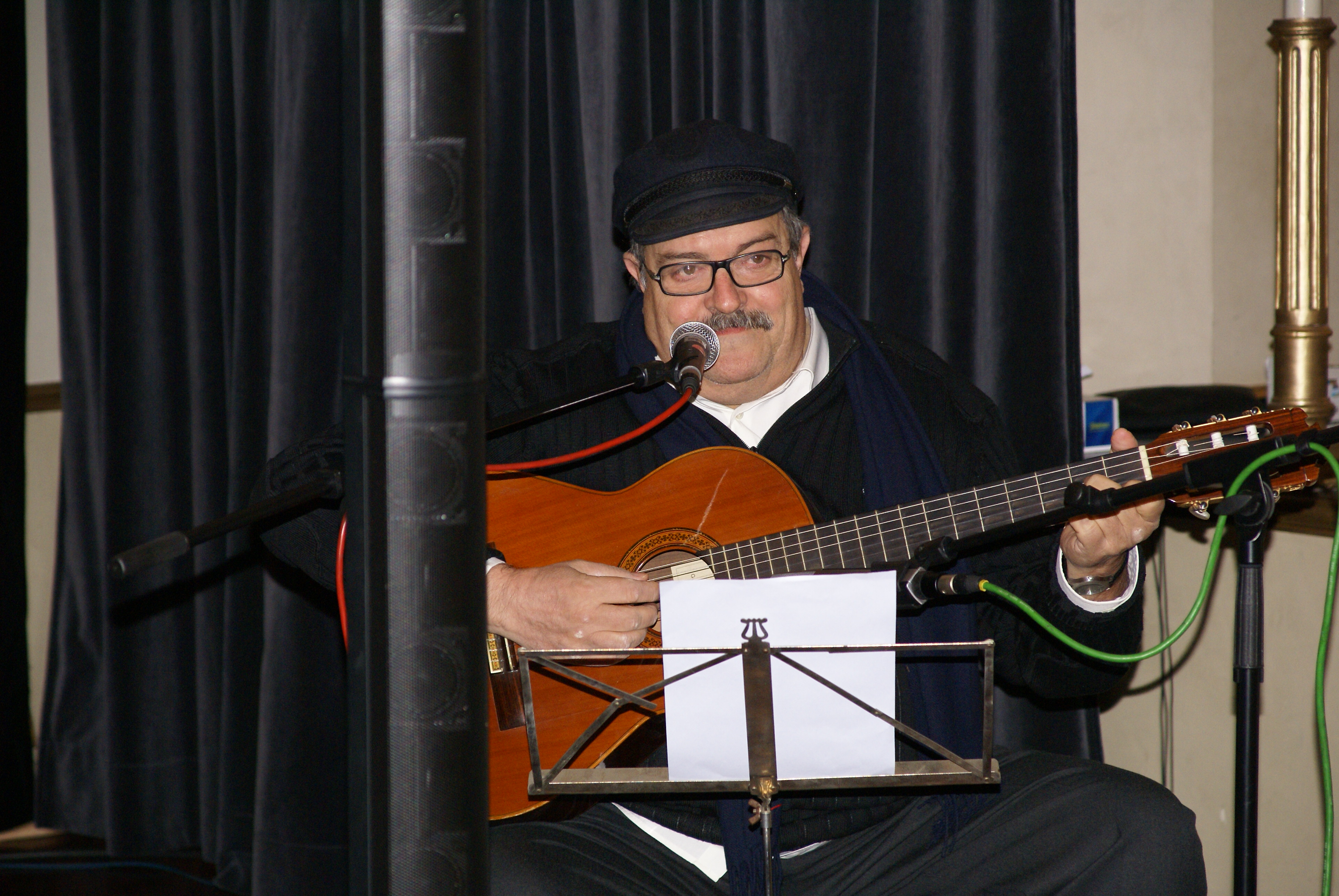
Pere Tàpias en una actuación en Villanueva y Geltrú (2009)

Pere Tàpias, nombre artístico de Joan Collell i Xirau (Villanueva y Geltrú, 19 de mayo de 1946-San Pedro de Ribas, 22 de abril de 2017), fue un cantautor, gastrónomo y locutor de radio español en lengua catalana.
Debutó en el mundo de la canción en 1968 con un sencillo de dos canciones: "La tía María" y "El Progressista". Desde el primer momento, su estilo irónico y desenfadado contrastaba con la seriedad de otros cantantes de su misma generación (la Nova Cançó).
De hecho, no fue aceptado en Els Setze Jutges y su primer disco de larga duración no apareció hasta 1973: Per a servir-vos. El siguiente, Si fa sol, se editaría en 1975. Su canción más popular es ("La moto") y se incluye en el disco 400 pendons (1979). En 1980 se editaría Passeig del Carme (nombre de una calle de Villanueva y Geltrú), que algunos consideran su trabajo más elaborado.
En 1987, con La mar de bé, abandonó la música durante un largo período y se centró en otras actividades. Por una parte, la radio y la televisión (donde presentó el programa Què vol veure? del circuito catalán de Televisión Española); por otra, su labor como gastrónomo (escribiendo libros y promocionando el xató) y su trabajo como abogado (licenciado en Derecho). Desde 1996 combinó radio y cocina en el programa de Catalunya Ràdio Tàpias variades.
En 2001 publicó un disco recopilatorio titulado Les meves cançons e hizo algunas actuaciones en directo por toda Cataluña.
Preparó un disco con la joven banda de folk/pop Copa Lotus.
El 22 de abril de 2017 falleció en el Hospital de San Pedro de Ribas a causa de una enfermedad hepática.

## Discografía
- 1973 Per a servir-vos
- 1975 Si fa sol
- 1979 400 pendons
- 1980 Passeig del Carme
- 1982 Xàndals i barretines
- 1987 La mar de bé
- 2001 Les meves cançons
- 2003 Felicitats, nano!

## Libros publicados
- 1998 Plats de festa. Allipebres, xatons, romescos
- 2000 I cap enllà naveguem, orfes de tot, amb un pa, unes sabates i un sac ple de mots
- 2001 El plaer d'aprimar-se
- 2003 Cuines de Vilanova
- 2006 Taules i fogons